# ماك أو إس إكس ليوبارد
ماك أو إس 10.5 «ليوبارد» سادس إصدار رئيسي من ماك أو إس عشرة. نظام أبل لحواسيب ماكنتوش. أصدر ليوبارد في 26 أكتوبر 2007 ليكون وريث ماك أو إس 10.4 «تايجر»، وهو متوفر بنوعين أحدهما للأجهزة الكتبية والآخر للسيرفرات، الإصدار الحالي من «ليوبارد» يعتبر آخر إصدار لدعم كمبوترات أبل التي تعمل بنظام معالجات باور بي سي والإصدار الجديد «ثلج ليوبارد» سيتوفر فقط على الموديلات التي تعمل على معالجات إنتل.